# Dirk Catharinus Hasselman
Dirk Catharinus Hasselman (Zoelen, 13 juli 1865 – aldaar, 18 september 1942) was een Nederlands paardenfokker en burgemeester.

## Leven en werk
Hasselman werd geboren op Huize Djoerang te Zoelen als lid van de familie Hasselman en zoon van Catherinus Johannes Hasselman (1818-1875) en Charlotte Catharine van Son (1827-1905). Zijn vader was suikerrietplanter in Nederlands-Indië en later lid van de Provinciale Staten van Gelderland, hij was een jongere broer van de schilderes Eugenie Hasselman.
Hasselman was paardenfokker in Zoelen. Hij was lid, vanaf 1910 secretaris (als zodanig ook secretaris van het 'Geldersch Paardenstamboek') en vanaf 1925 voorzitter van de provinciale regelingscommissie voor de paardenfokkerij in Gelderland. In die functie ontving hij een benoeming tot Officier in de Orde van Oranje-Nassau (1930). Hij was medeoprichter van de landelijke rijvereniging (1929) en lid van de raad van commissarissen van 'De Centrale Onderlinge', een rundvee- en paardenverzekeringsmaatschappij.
Hasselman was vanaf 1912 twintig jaar burgemeester van Zoelen, met ingang van 15 juli 1932 kreeg hij eervol ontslag. Hij overleed tien jaar later, op 77-jarige leeftijd.